# Adel Mahamoud
Adel Mahamoud, né le 4 février 2003 à Paris, est un footballeur international comorien qui évolue au poste d'attaquant au FC Nantes.

## Biographie

### Carrière en club
Formé par l'ES Viry-Châtillon, Adel Mahamoud rejoint le FC Nantes en 2016, où il joue d'abord avec l'équipe reserve à partir de 2021.

### Carrière en sélection
Déjà convoqué avec les moins de 20 ans des Comores, Adel Mahamoud est convoqué pour la première fois avec l'équipe senior en septembre 2022. Il honore sa première sélection avec l'équipe nationale des Comores le 22 septembre 2022. Il entre en jeu lors de ce match amical perdu 1-0 par son équipe face à la Tunisie.
Le 17 octobre 2023, il inscrit le but de la victoire sur penalty en match amical contre le Cap-Vert, les Comores s'imposant par 2 buts à 1.